# Cordes-sur-Ciel
Cordes o Cordes-sur-Ciel desde 1986, es un municipio francés, situado en el departamento de Tarn y en la región de Mediodía-Pirineos. Es un pueblo medieval situado sobre un monte con cuatro murallas concéntricas que protegen un conjunto de calles estrechas y tortuosas parecidas a un laberinto.
El primer recinto, datado de principios del siglo XIII, es aún más visible desde la cima del monte. La iglesia de Sant Miquel, con un campanario muy particular, se comenzó a construir el 1263 y se fortificó el siglo XIV. Las fortificaciones fueron modificadas varias veces hasta el Renacimiento.

## Demografía
| 1098 | 1100 | 967 | 1011 | 932 | 996 |
| Para los censos de 1962 a 1999 la población legal corresponde a la población sin duplicidades (Fuente: INSEE [Consultar]) |      |     |      |     |     |

## Cordes y el catarismo
El pueblo fue fundado por Ramón VII de Tolosa el 4 de noviembre de 1222, poco después de la muerte de su padre Ramón VI.
Data del periodo de reconquista occitana que siguió a la muerte del jefe de la cruzada lanzada contra los cátaros del Mediodía, declarados heréticos. Cordes es la primera y la más importante de las ciudades fortificadas, esto es, de las ciudades creadas para acoger las poblaciones que la guerra había dejado sin vivienda.
La ciudad se rodeó de dos líneas de murallas cerradas por poderosas puertas fortificadas. Cordes fue, durante mucho tiempo, la plaza más fuerte de los albigenses.
Cordes rápidamente tomó notoriedad, como indica el hecho que el rey de Francia solicitó que se le remitiera al título de propiedad el 1229 por el Tratado de Meaux.
Hay escritos que indican que el catarismo tomó protagonismo al poco tiempo y, según una disposición hecha al inquisidor Pierre Durand el 1245, había un taller de tejedores cátaros en Cordes hacia el año 1225. Prueba de ello es que la ciudad sufrió las embestidas de la Inquisición, persiguiendo a los Cátaros, lo que provocó revueltas contra los métodos inquisitoriales. La cruz del Mercado (de finales del siglo XIV) recuerda la masacre de tres inquisidores precipitados a un pozo el 1233.

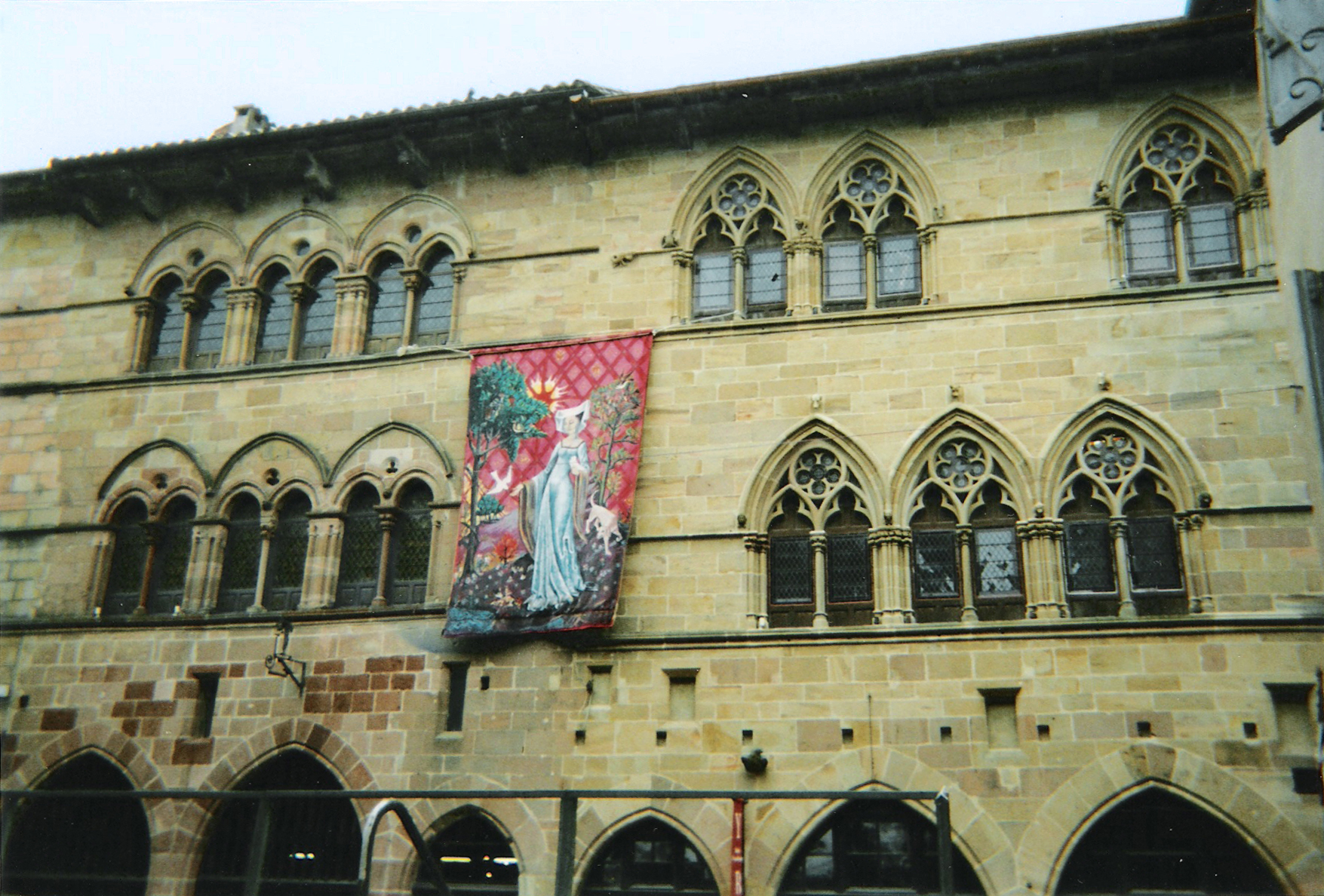
Cordes-sur-Ciel. Fachada medieval

## Leyendas y misterios
- El pozo del Mercado, por su excepcional profundidad de más de 113 metros y su destacable construcción, es motivo de interrogación por la gente de Cordes y los especialistas.

- Las fachadas de las bellas casas góticas, adornadas con esculturas en alto relieve, parecen transmitir mensajes desconocidos. Una interpretación alquímica ha sido aportada a las esculturas de la Casa del Gran Genet.

- El manuscrito de las Suertes de los Apóstoles (siglo XIII), que fue encontrado emparedado en la Casa Prunet, es un recopilación de oráculos en lengua occitana. El original se conserva en la Biblioteca Nacional y en el museo Charles Portal tiene una copia.

- La imagen del dragón recorre la historia mítica de Cordes: la silueta de la ciudad, los nombres de los cursos del agua, la evocación de San Miguel y ciertas esculturas de las fachadas.

## Galería

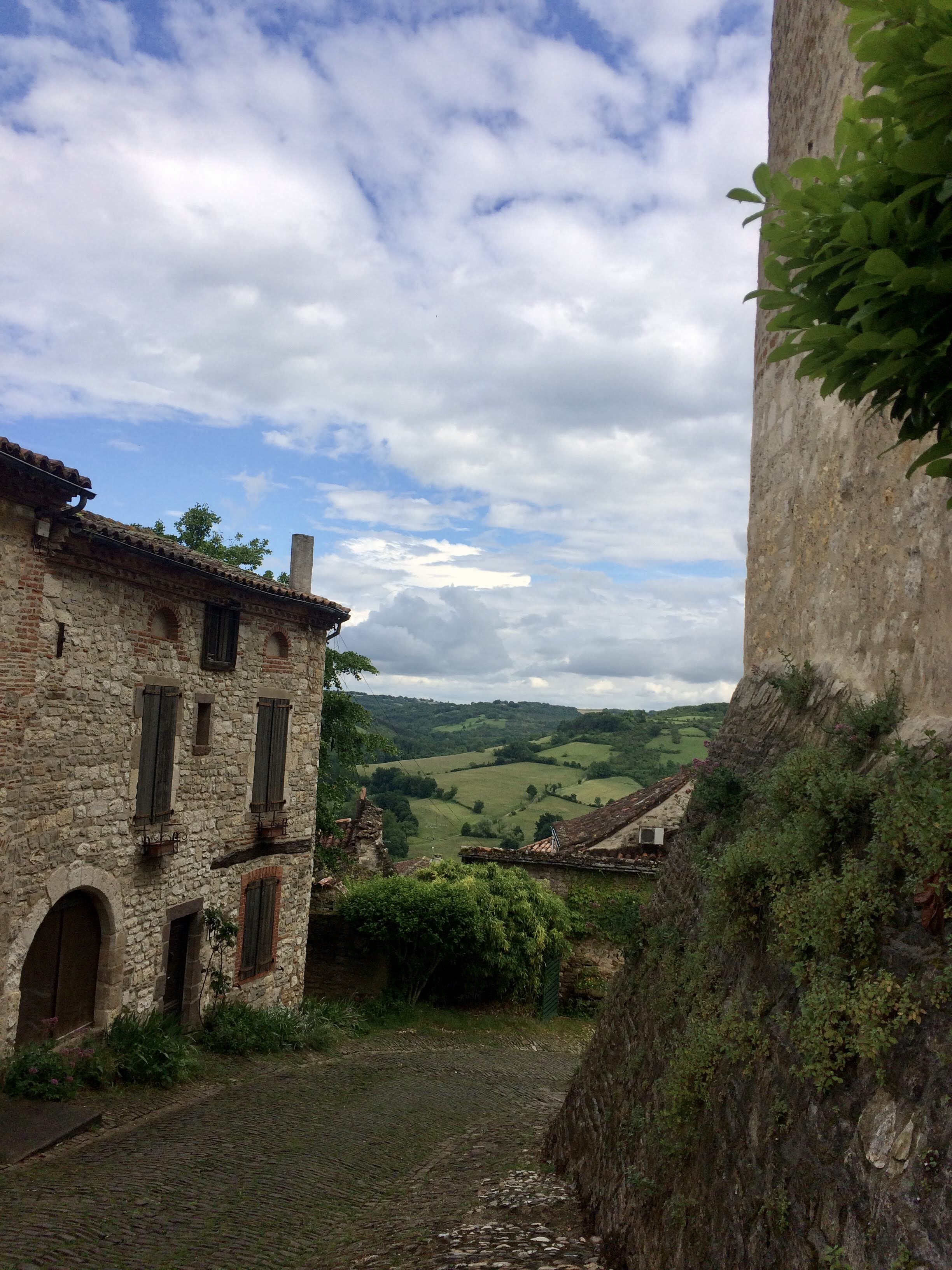
Cabaña en Cordes-sur-Ciel
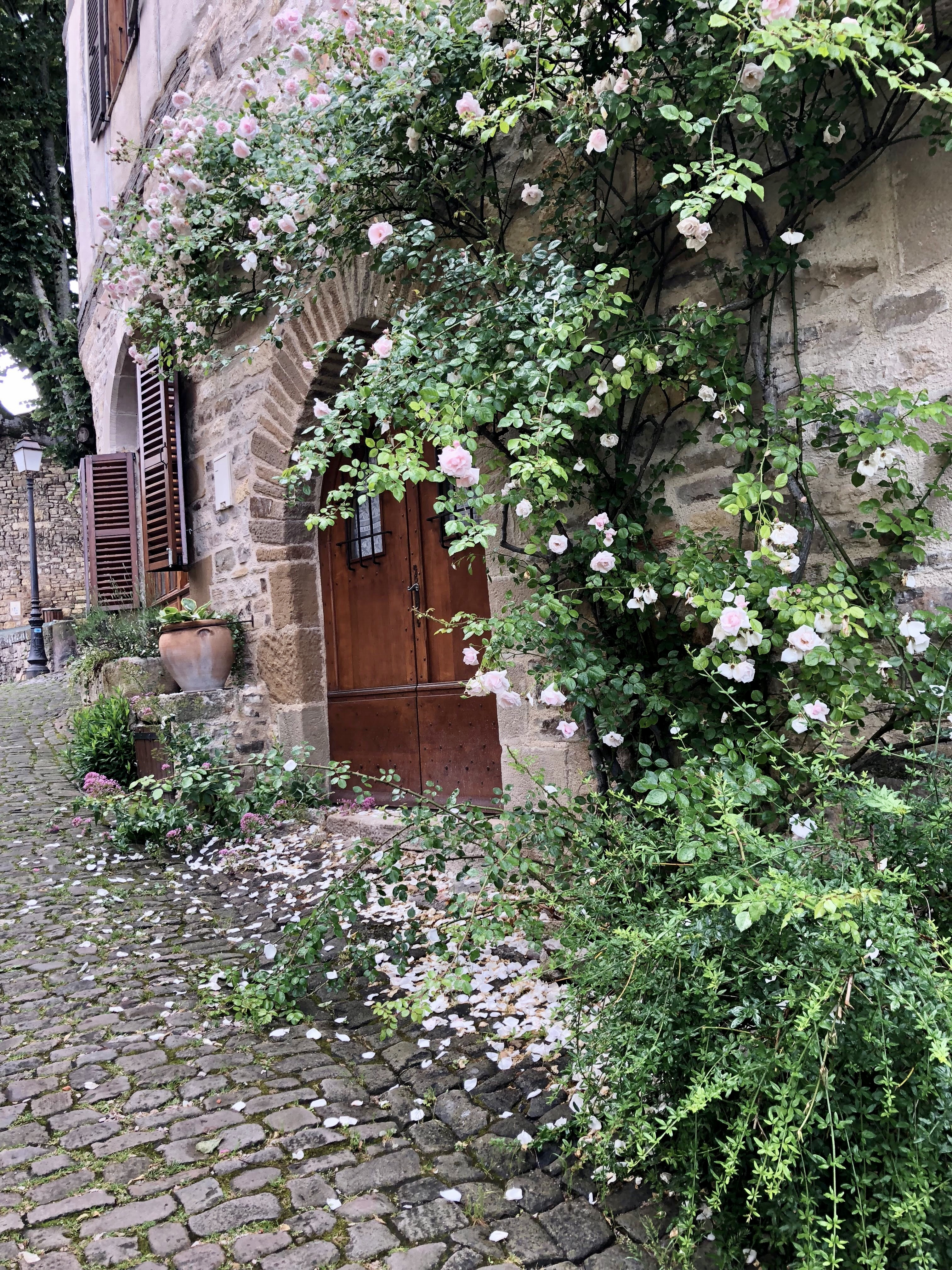
Fachada de cabaña en Cordes-sur-Ciel
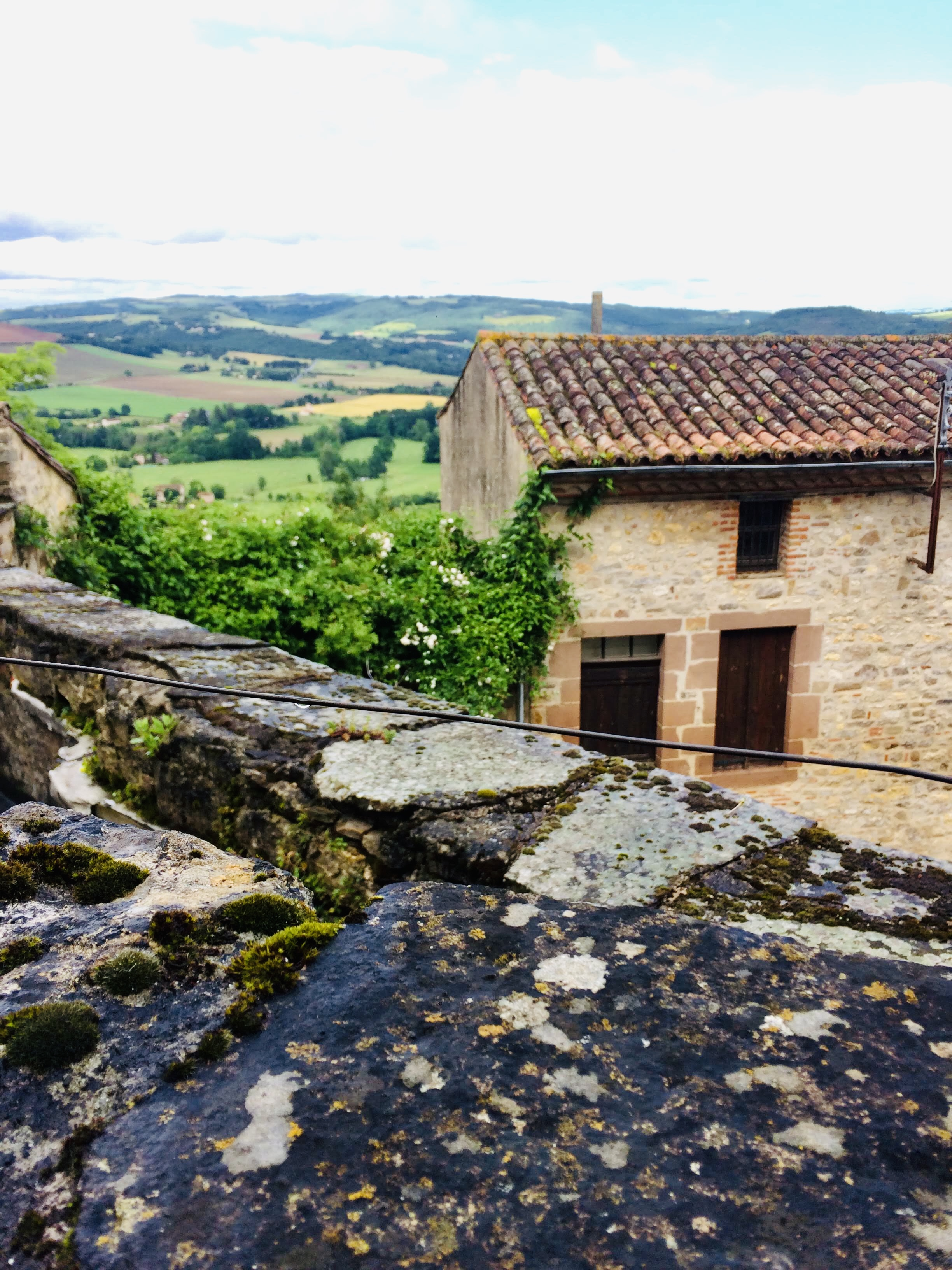
Vista en Cordes-sur-Ciel